# Lilija Hryhorowycz
Lilija Stepaniwna Hryhorowycz, ukr. Лілія Степанівна Григорович (ur. 12 września 1957 w Iwano-Frankowsku) – ukraińska polityk i lekarka, parlamentarzystka.

## Życiorys
Absolwentka (1985) Iwanofrankowskiego Instytutu Medycznego, pracowała jako lekarz alergolog. W 1994 i 1998 była wybierana deputowaną do Rady Najwyższej z ramienia Ludowego Ruchu Ukrainy.
Gdy parlament w kwietniu 2001 głosami komunistów i frakcji wspierających Łeonida Kuczmę przegłosował negatywną ocenę dla rządu Wiktora Juszczenki, posłanka oblała się benzyną i próbowała się podpalić w ramach protestu przeciwko temu wynikowi głosowania, przy czym próbę tę skutecznie udaremniono.
W 2002 i 2006 z listy Bloku Nasza Ukraina oraz w 2007 z listy koalicji Nasza Ukraina-Ludowa Samoobrona ponownie uzyskiwała mandat poselski. W 2005 przeszła z NRU do organizowanego przez Wiktora Juszczenkę Ludowego Związku „Nasza Ukraina”. W 2012 nie została ponownie wybrana.